# Autostrada A18 (Niemcy)
Autostrada A18 (niem. Bundesautobahn 18 (BAB 18) także Autobahn 18 (A18)) –  nigdy nie wybudowana autostrada w Niemczech. Była planowana jako połączenie Chociebuża z Żytawą i granicą polsko-niemiecką, krzyżując się z autostradami A4 w okolicach Görlitz, A15 oraz również planowaną autostradą A16 na węźle Kreuz Weißwasser. Plan zbudowania autostrady został odrzucony i zamiast autostrady na początku XXI wieku rozbudowano drogi B99 i B115. Zgodnie z planami A18 miała mieć około 110 km długości.